# Roland Sandberg
Roland Sandberg, född den 16 december 1946 i Karlskrona, är en svensk före detta professionell fotbollsspelare (anfallare) och -tränare, mest känd som allsvensk skyttekung 1971 och 1972 och som en av Sveriges vassaste målskyttar under första delen av 1970-talet. Sandberg förknippas ofta med sin roll som "radarpartner", i både klubblag och landslag, till en annan av 1970-talets stora svenska spelare – Ralf Edström.

## Karriär

### Tidiga år
Sandberg började som liten pojke att spela fotboll i blekingska Jämjö GoIF. Därifrån hamnade han via spel i Lyckeby GoIF 1965 i Kalmar FF, ett köp som kostade smålänningarna 5 000 kr.

### Genombrott och åren som proffs
Sandbergs målfarlighet i KFF-tröjan gick inte obemärkt förbi och som 23-åring såldes han vidare till Åtvidabergs FF som var på stark frammarsch i svensk fotboll. Han etablerade sig nu på allvar som en riktig "måltjuv" och bildade tillsammans med Ralf Edström ett fruktat radarpar både i klubblaget och i landslaget.
Sandberg vann den allsvenska skytteligan två gånger, 1971 och 1972, och blev svensk mästare med Åtvidaberg 1972 innan han 1973 blev proffs i västtyska FC Kaiserslautern. Här blev den snabbe svensken med det goda målsinnet snabbt en publikfavorit på klubbens hemmaarena Betzenberg. Redan på hösten var Sandberg med om bragdmatchen då Kaiserslautern i ligan, efter ett underläge med 1-4, besegrade storfavoriterna Bayern München med 7-4. Sandberg hyllades efteråt stort för sin insats och sina djupledslöpningar i andra halvlek som rev stora hål i Münchens försvar; detta är en match som FCK:s fans än i dag gärna minns tillbaka på. Under sammanlagt fyra år i Bundesliga gjorde Sandberg 60 mål på 118 matcher.

### I landslaget
Sandberg spelade under sin karriär också 37 matcher i svenska landslaget och gjorde 15 mål. Här är Sandberg, för gemene man, förmodligen mest känd som en av spelarna som sköt Sverige till VM 1974 genom sitt 1-0-mål i den avgörande kvalmatchen mot Österrike senhösten 1973. Detta på en klassisk, snötäckt plan i Gelsenkirchen. Han var sedan en av de stora svenska profilerna i det följande lyckade VM-slutspelet, där Sverige slutade på en femteplats.

### Skadad, invalid och comeback
I VM-kvalmatchen mot Norge den 16 juni 1976 drabbades Sandberg av en allvarlig skada då han kolliderade med en motståndare och vred sönder höger knä. Han opererades "hemma" i Västtyskland med följd att knät blev en aning "glappt". Trots detta kunde han spela följande säsong innan knät helt sade ifrån. Blott 30 år gammal var han nu klassad som "fotbollsinvalid" och kunde lösa ut sin proffsförsäkring. Han stannade dock i FC Kaiserslautern som juniortränare i klubben under hösten 1977 till våren 1978. Sandberg genomgick under denna vår en ny operation, denna gång i Sverige, och nu med bättre resultat. Han flyttade hem till Sverige och började försiktigt träna upp knät. På nyåret 1979 kändes det så bra att han bestämde sig för en comeback, i klubben där allting tog fart - småländska Kalmar FF. Försäkringen han som invalid redan löst ut gällde bara proffsspel, så något juridiskt hinder förelåg inte. Första året tillbaka i Sverige blev lyckosamt. Sandberg spelade alla 26 matcher för KFF och hamnade på en delad femte plats i skytteligan med sina elva mål. Man började nu till och med att tala om en comeback i landslaget för honom.

### Slutet
Av comeback i landslag blev det dock intet. Knät började besvära honom genom att återkommande svullna upp. Speltiden blev sporadisk under det följande året och än mer klent blev det målmässigt. Senhösten 1981 gjorde han sin sista match på hög nivå – för BK Häcken i division 2.

### Tränarkarriär
Sandberg kunde, som många andra storspelare, inte låta fotbollen vara helt. 1982–1985 var han tränare för IFK Malmö.

## Meriter

### Klubblag
Åtvidabergs FF
- Svensk mästare (2): 1972, 1973
- Svensk cupmästare (2): 1969/70, 1970/71

 FC Kaiserslautern
- Tysk cupfinalist (1): 1976

### Landslag
Sverige
- 37 A-landskamper, 15 mål
- VM-slutspel (1): 1974

### Individuellt
- Allsvensk skyttekung (2): 1971 (17 mål), 1972 (16 mål) (delad med Ralf Edström)
- Stor Grabb i svensk fotboll

## Övrigt
Sandberg var känd för sitt lugna sätt och sportsmannaanda. Under hela sin karriär var han varnad endast två gånger.
Sandberg är också känd för att, som svar på frågan hur han "kunde missa öppet mål från en halvmeter" ha yttrat: "Det var motgräs..."